# Cherry Tree (Oklahoma)
Cherry Tree és una concentració de població designada pel cens dels Estats Units a l'estat d'Oklahoma. Segons el cens del 2000 tenia 1.202 habitants.

## Demografia
Segons el cens del 2000, Cherry Tree tenia 1.202 habitants, 379 habitatges, i 299 famílies. La densitat de població era de 15,1 habitants per km².
Dels 379 habitatges en un 38,5% hi vivien nens de menys de 18 anys, en un 57% hi vivien parelles casades, en un 17,4% dones solteres, i en un 21,1% no eren unitats familiars. En el 18,7% dels habitatges hi vivien persones soles el 5,8% de les quals corresponia a persones de 65 anys o més que vivien soles. El nombre mitjà de persones vivint en cada habitatge era de 3,17 i el nombre mitjà de persones que vivien en cada família era de 3,64.
Per edats la població es repartia de la següent manera: un 32,3% tenia menys de 18 anys, un 9,6% entre 18 i 24, un 28% entre 25 i 44, un 22,3% de 45 a 60 i un 7,8% 65 anys o més.
L'edat mediana era de 31 anys. Per cada 100 dones de 18 o més anys hi havia 98,1 homes.
La renda mediana per habitatge era de 26.438 $ i la renda mediana per família de 28.882 $. Els homes tenien una renda mediana de 25.417 $ mentre que les dones 18.295 $. La renda per capita de la població era de 8.895 $. Entorn del 21% de les famílies i el 26,5% de la població estaven per davall del llindar de pobresa.

## Poblacions properes
El següent diagrama mostra les poblacions més properes.